# 157020 Fertőszentmiklós
A 157020 Fertőszentmiklós, korábban (157020) 2003 QV68 a Naprendszer kisbolygóövében található aszteroida. Piszkéstetőn fedezték fel 2003. augusztus 26-án.